# St. Veit an der Glan
St. Veit an der Glan (slovinsky Šentvid ob Glini nebo Št. Vid ob Glini) je okresní město okresu St. Veit an der Glan v rakouské spolkové zemi Korutany. Rozkládá se v údolí řeky Glan (Glina) v Gurktalských Alpách. Žije zde přibližně 13 tisíc obyvatel.

## Historie
Archeologické nálezy napovídají, že zdejší oblast byla osídlena již v období Karolínské říše. Podle legendy podnítilo založení města střetnutí bavorských vojsk s Maďary pronikajícími do Evropy v roce 901. První písemná zmínka o místě pochází ze smlouvy z roku 1131, v níž se píše o kostele zasvěceném sv. Vítovi spadajícím pod římskokatolickou diecézi Gurk.
V období 1174–1518 bylo město sídlem vládců Korutan vévodů ze Spanheimu.

## Památky a stavby
- Rathaus (radnice) je v historickém jádru města pozdně gotická barokně přestavěna stavba z roku 1468 s arkádovým nádvořím ze 16. století.
- Pfarrkirche St. Veit (farní kostel sv. Víta) je katolický kostel z 12. století s barokními oltáři.
- Ernst Fuchs-Palast je moderní hotel z roku 1998 postavený podle projektu Ernsta Fuchse.
- Museum St. Veit an der Glan je muzeem dopravy založené v roce 2004. Představuje historii dopravy regionu a města
- Nostalgiebahnen in Kärnten (Korutnské železniční muzeum) se nachází ve vlakovém nádraží St. Veit.

## Galerie

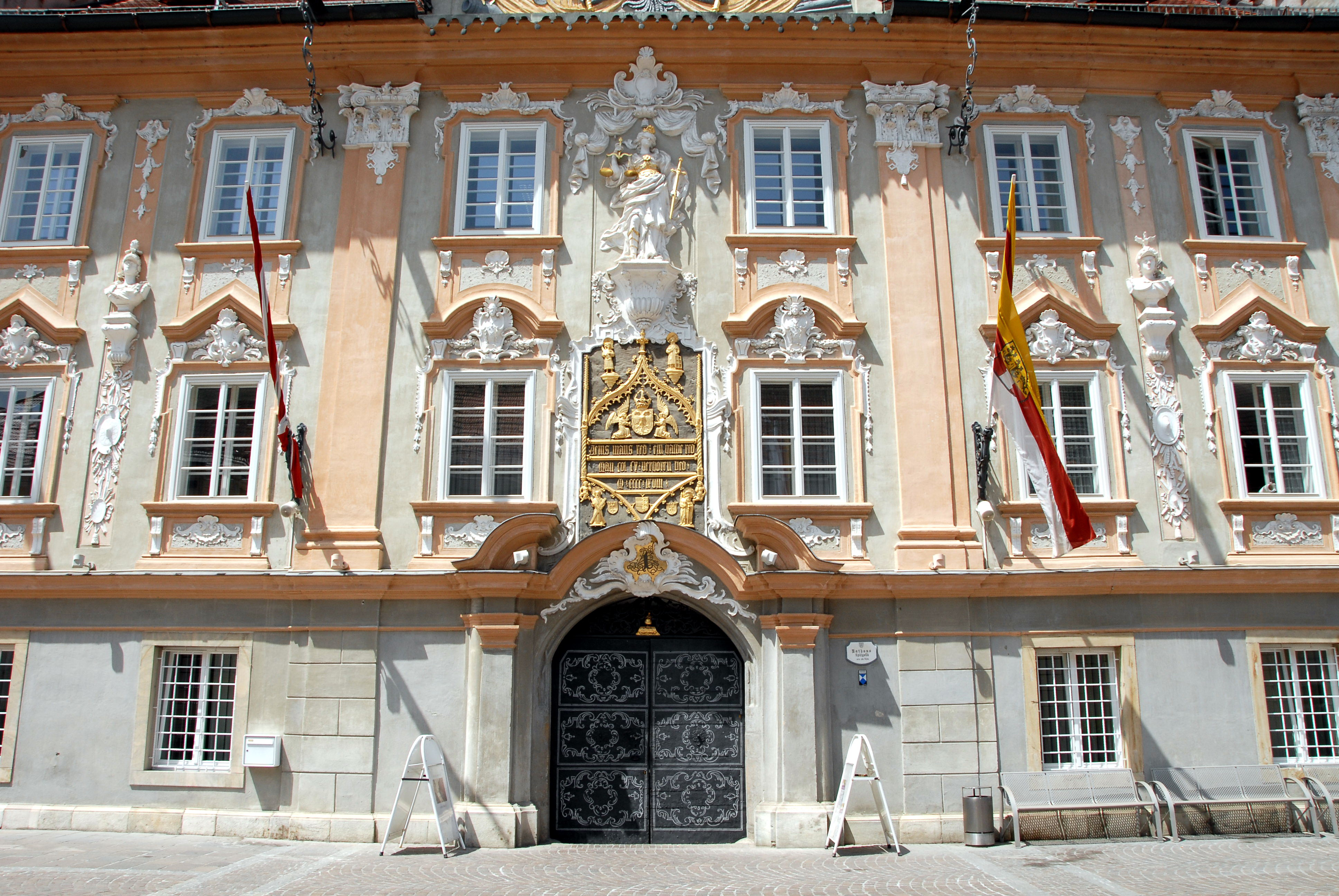
Radnice
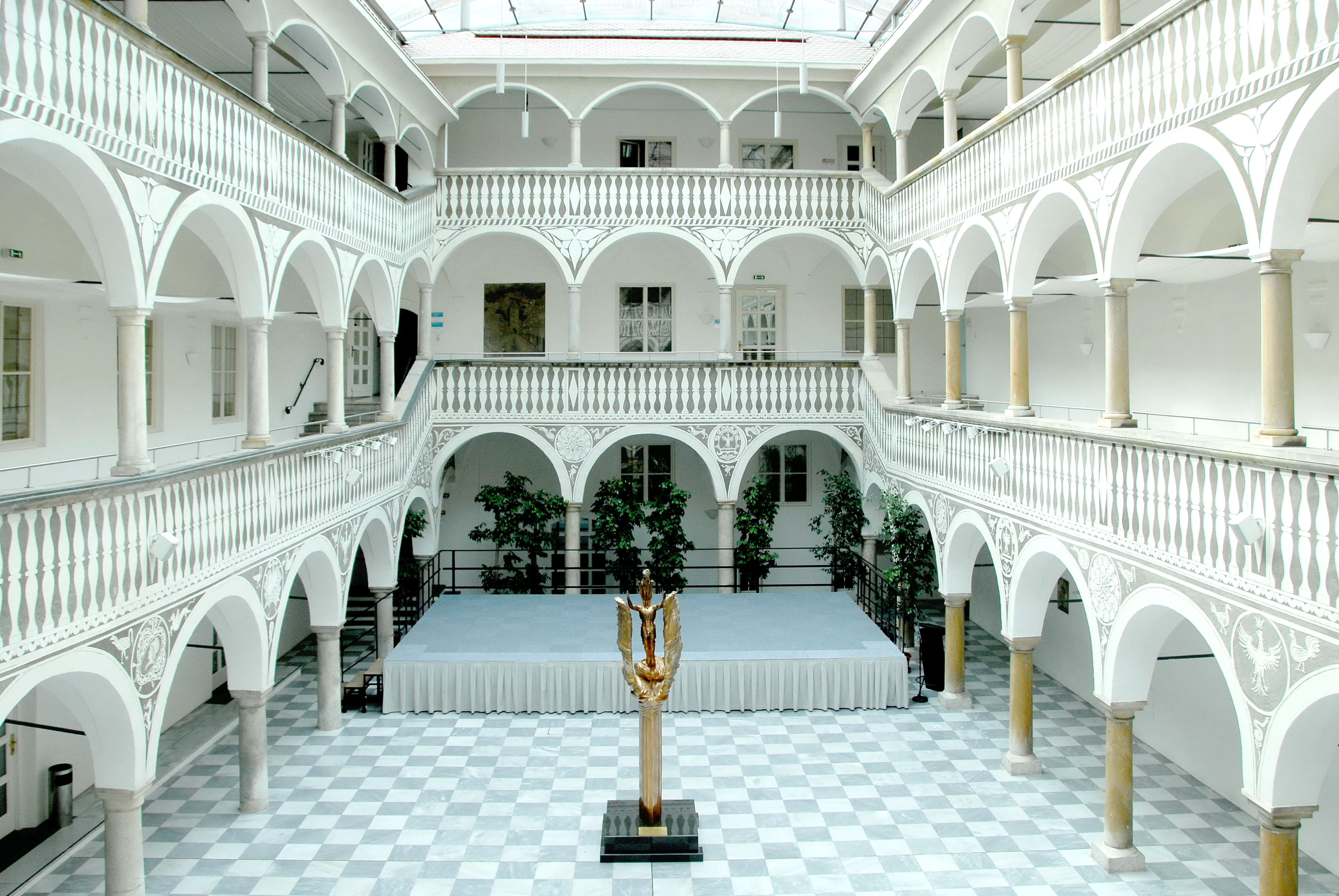
Arkádové nádvoří radnice
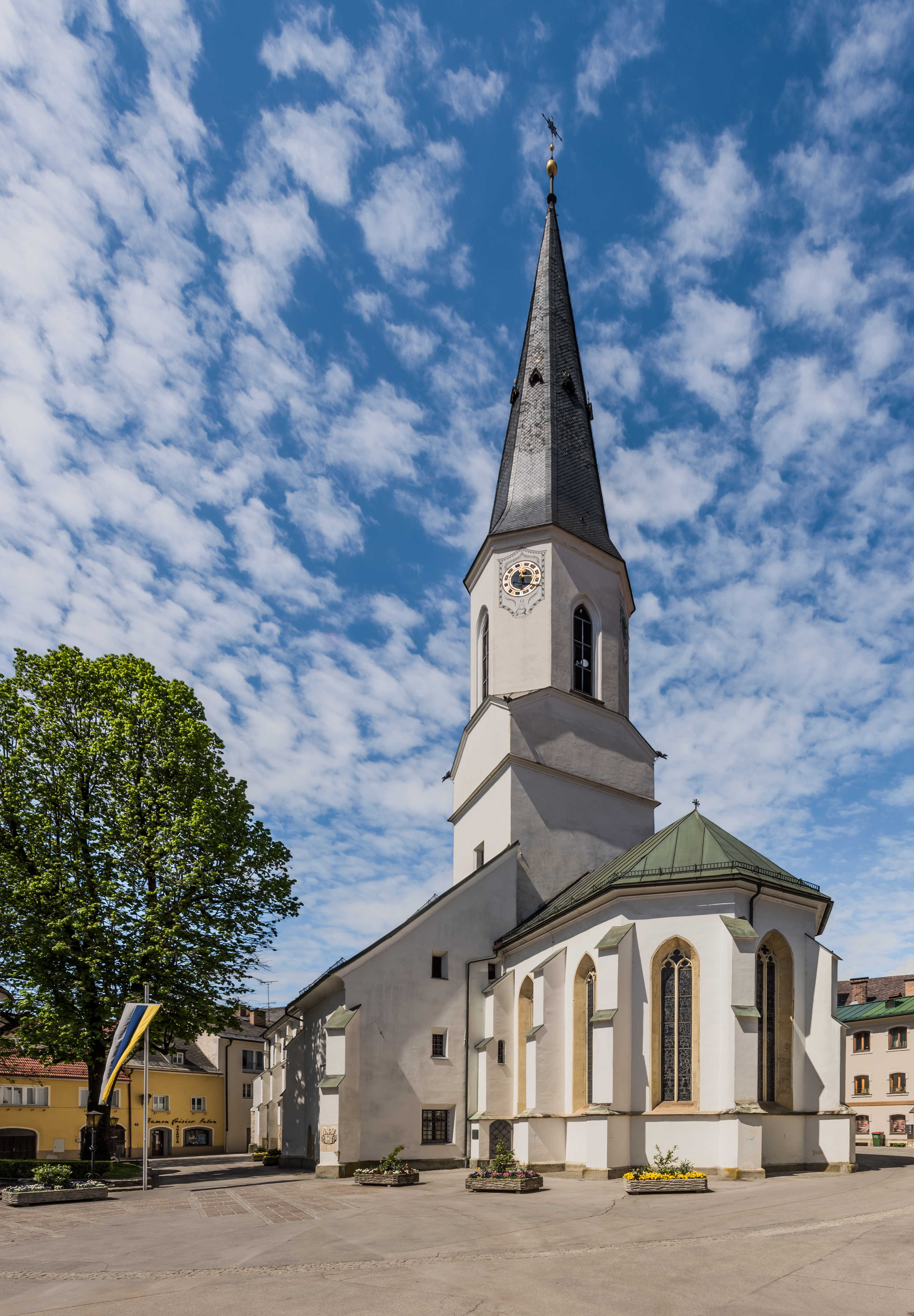
Kostel sv. Víta
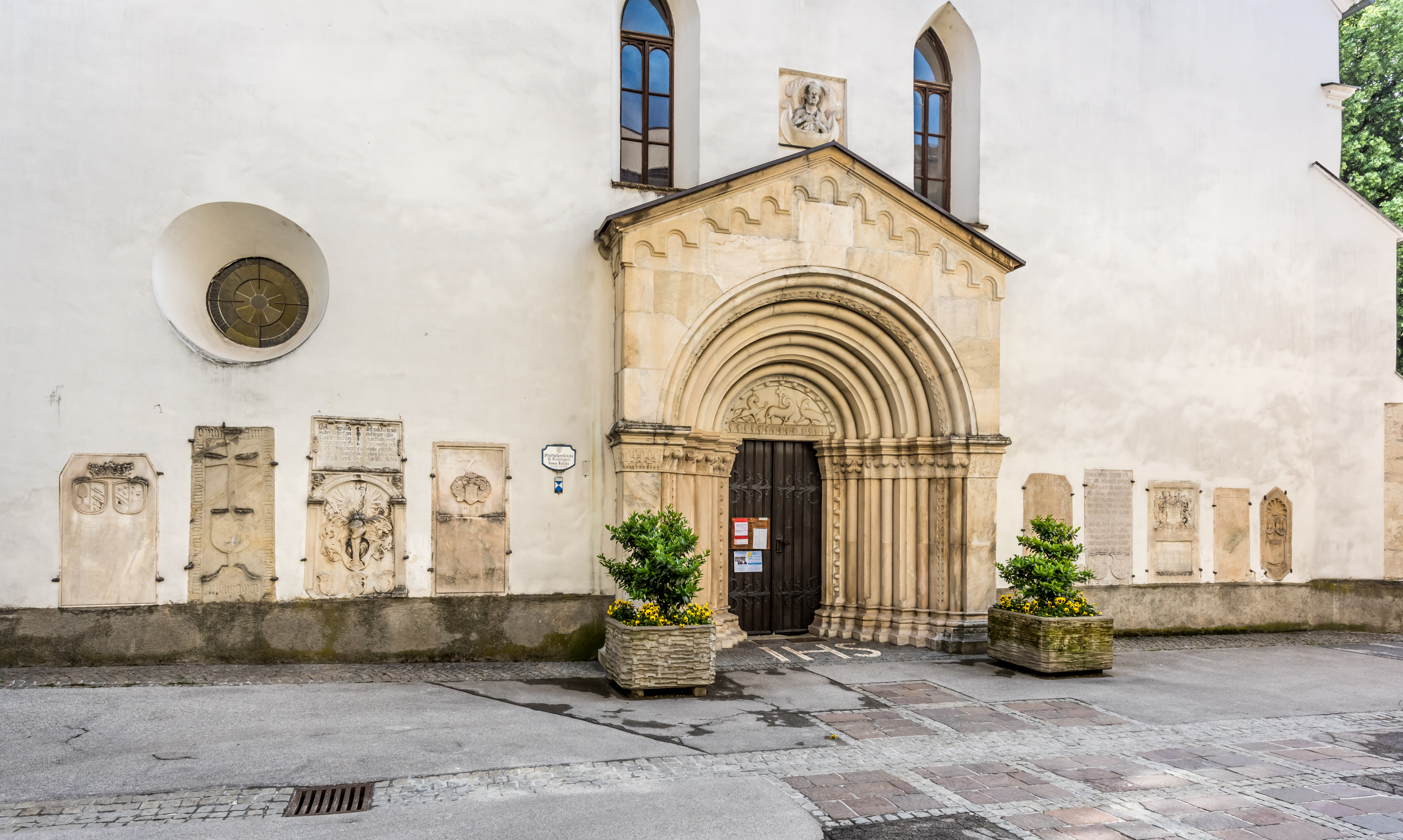
Portál kostela sv. Víta
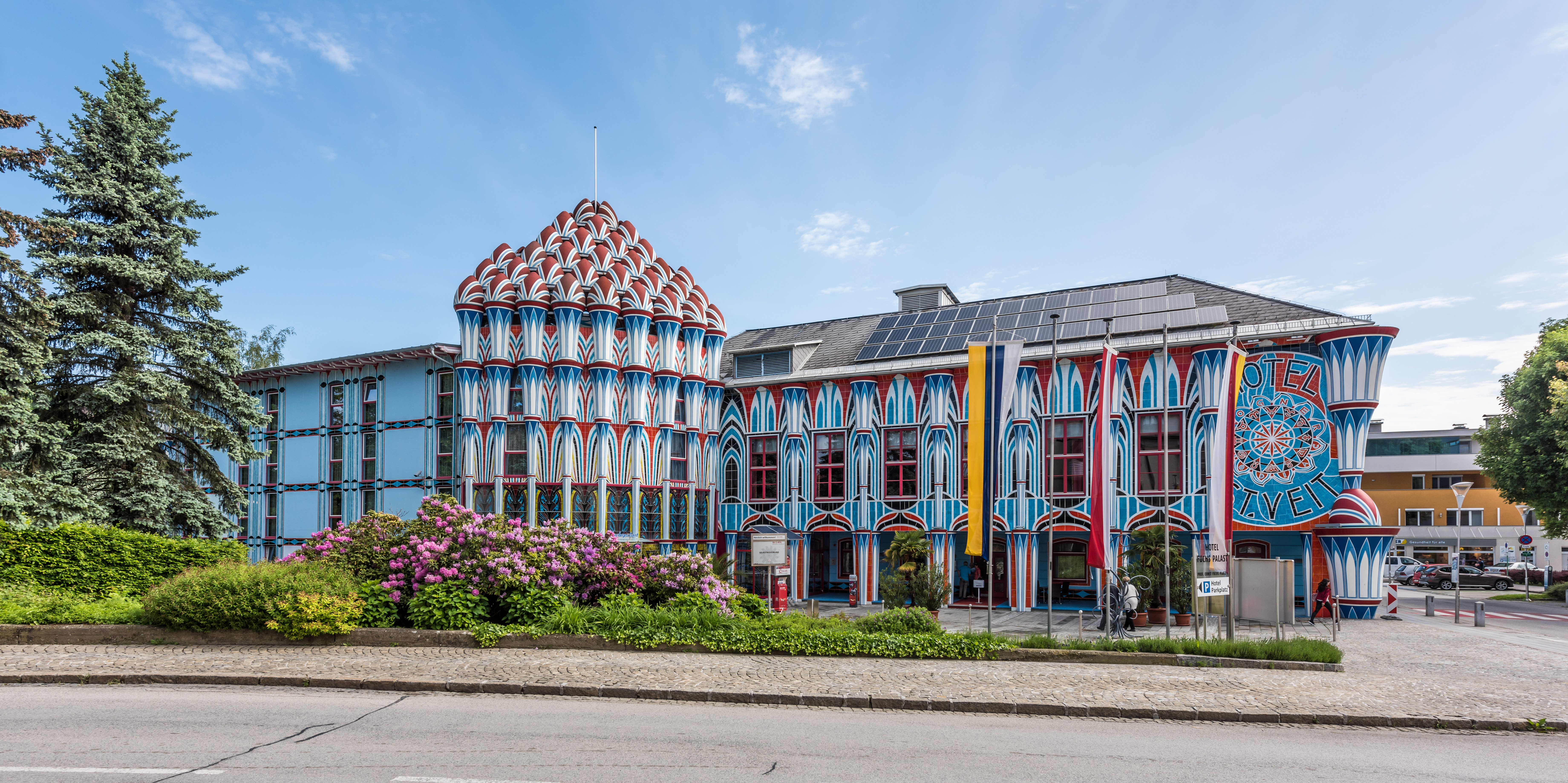
Kunsthotel Fuchspalast
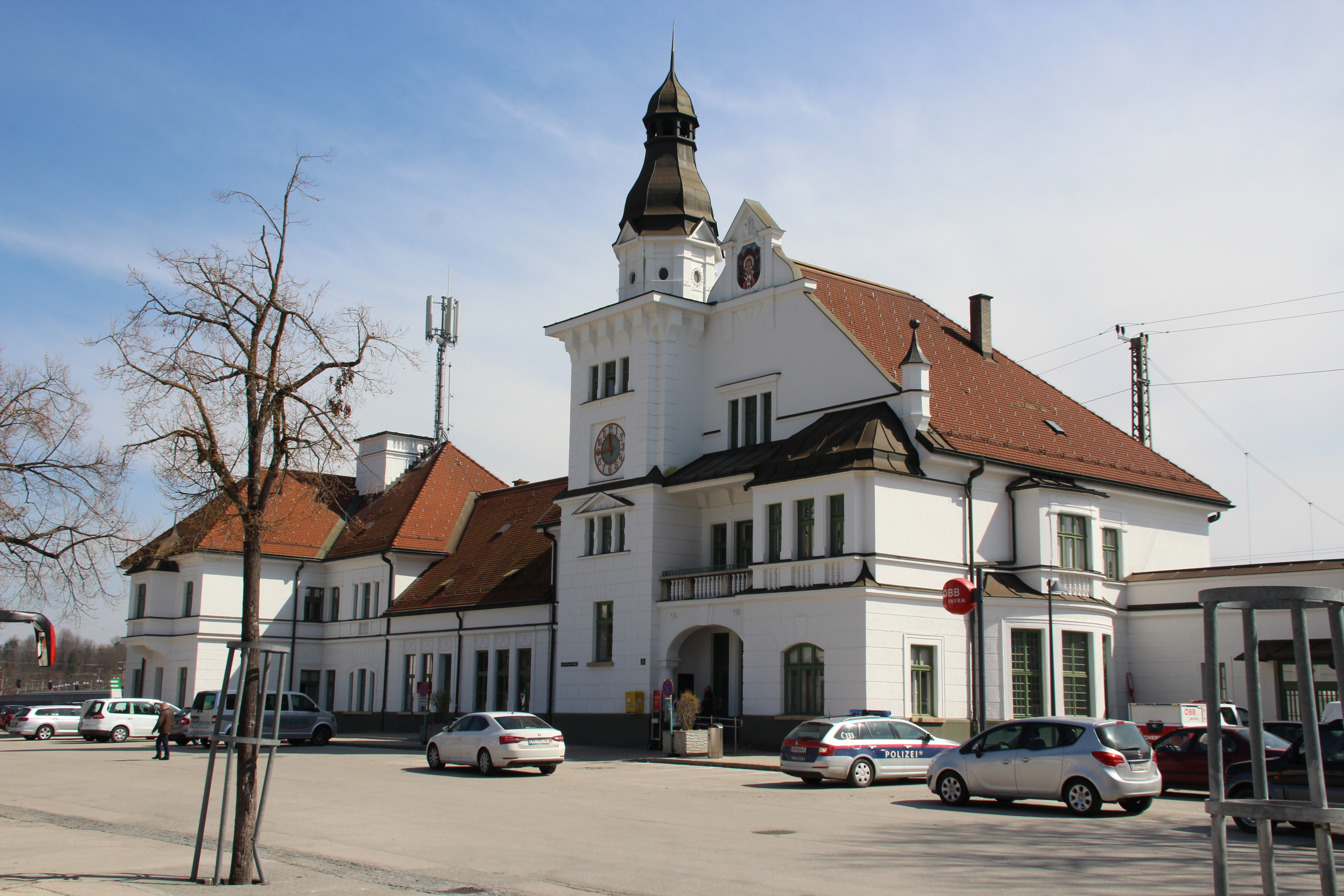
Hlavní nádraží
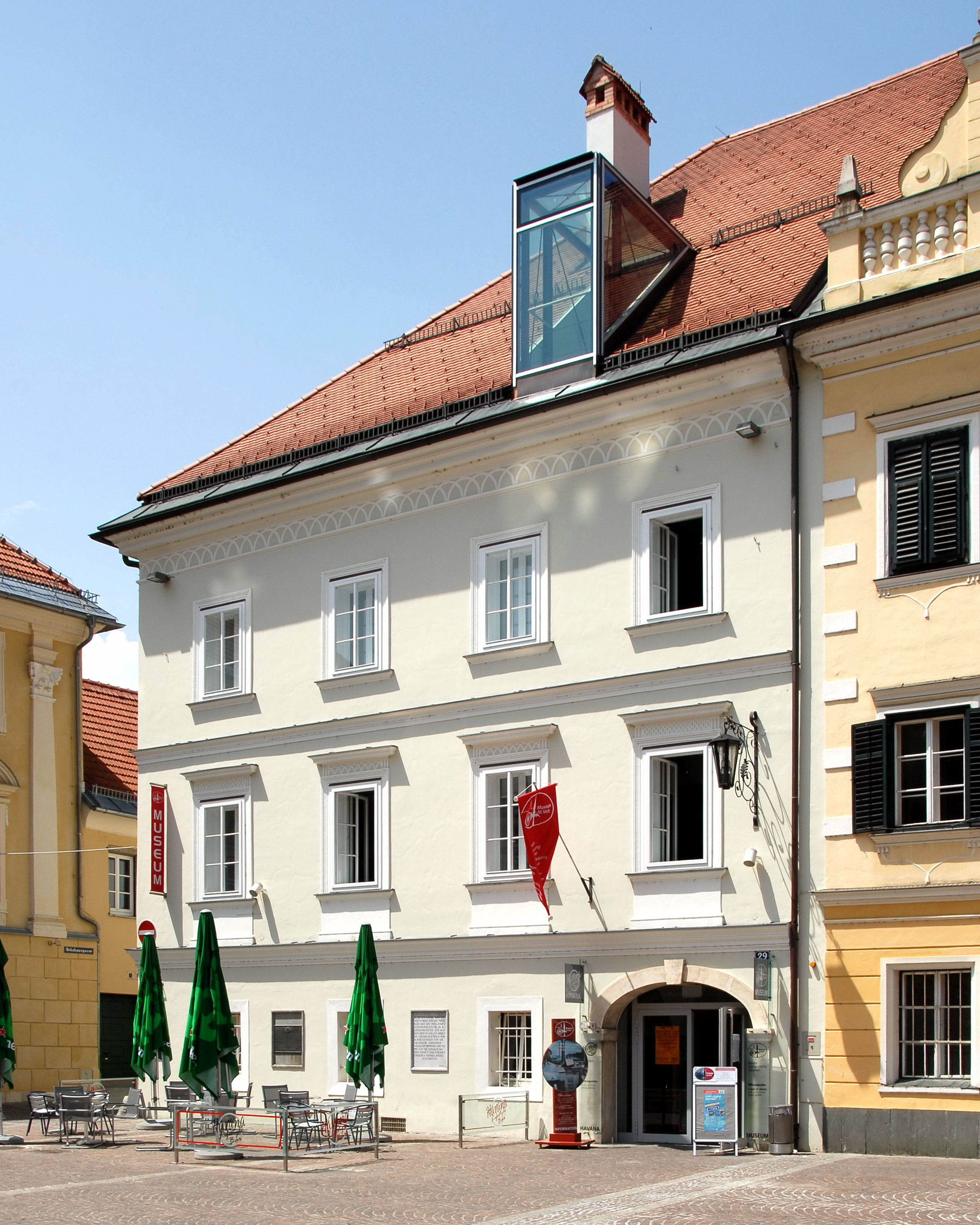
Muzeum dopravy

## Hospodářství a infrastruktura

### Sídlo firem
Ve městě St. Veit an der Glan se nachází výroba dřevěných desek firmy "FunderMax". Dále se zde nachází centrála výrobce hodinek Jacques Lemans.
V průmyslové zóně St. Veit/Glan se nacházejí následující firmy (výběr):
- Druck Carinthia GmbH, společnost firmy Styria Media Group
- General Solar Systems GmbH
- GREENoneTECH Solarindustrie GmbH
- KIOTO Photovoltaics GmbH
- impress decor Austria GmbH

## Partnerská města
- Haltern am See, Německo
- San Vito al Tagliamento, Itálie